# Eckhard Thiel

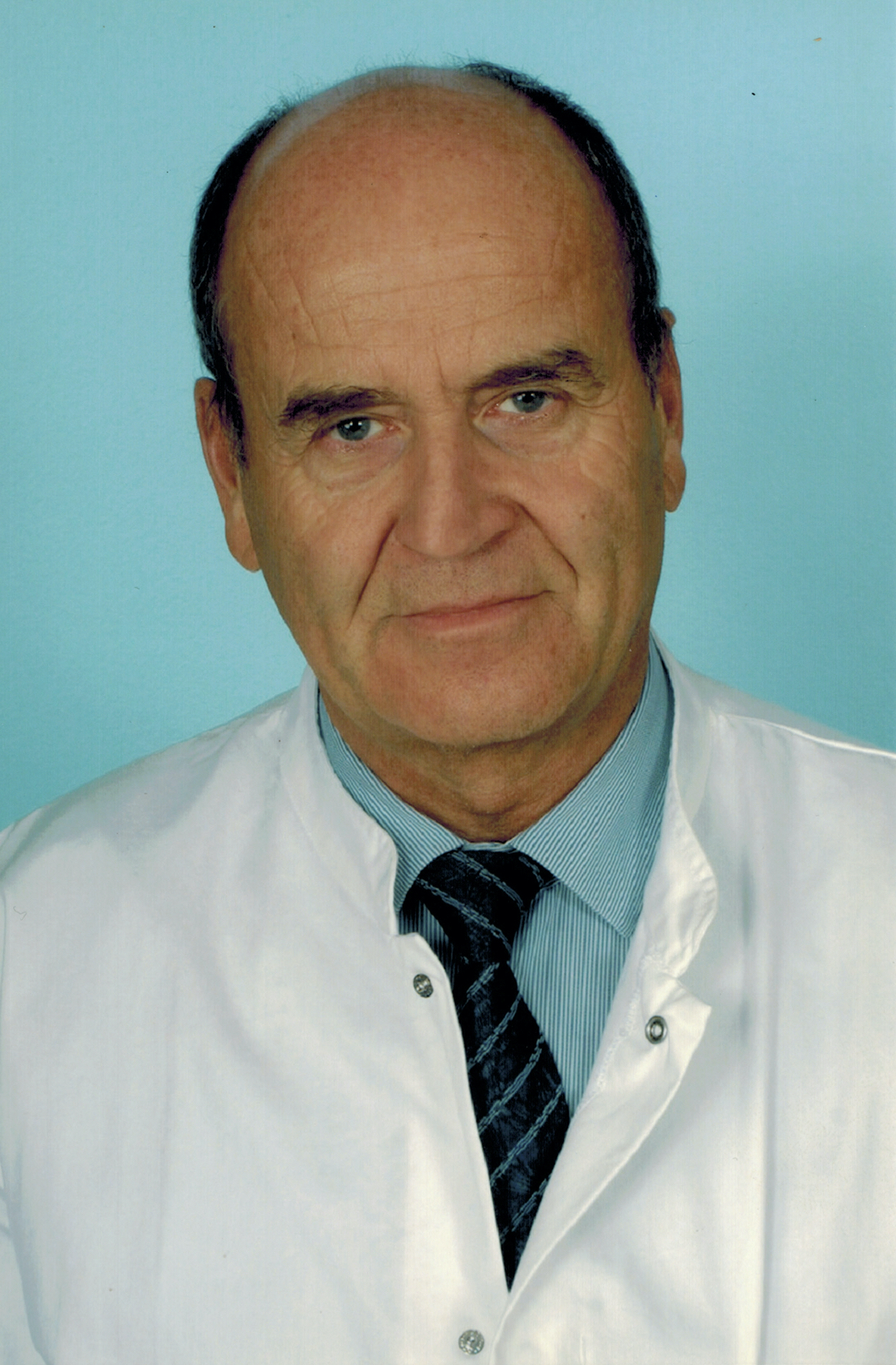
Eckhard Thiel 2011

Eckhard Thiel (* 30. April 1944 in Tübingen) ist ein deutscher Hämatologe und Onkologe. Bis zu seiner Emeritierung 2011 war er als Professor für Innere Medizin an der Charité in Berlin tätig. Der Schwerpunkt seines ärztlichen und wissenschaftlichen Wirkens lag in den Krebserkrankungen des Blutes und Immunsystems, den Leukämien und Lymphomen.

## Leben und Werk
Eckhard Thiel ist der Sohn des Nervenarztes Otto Thiel und dessen Ehefrau Ruth, geb. Singer. In seiner Geburtsstadt Tübingen besuchte er zunächst die Silcher Volksschule von 1950 bis 1953 und danach das humanistische Uhland-Gymnasium bis zum Abitur 1963. Ab 1963 studierte er Medizin an der Eberhard Karls Universität Tübingen sowie in Wien, das er im August 1969 in Tübingen mit dem Medizinischen Staatsexamen beendete. Er promovierte im August 1969 in Tübingen über „Pathologische Spontanaktivität im Wachen und Schlafen. Kontinuierliche elektromyographische und elektroencephalographische Registrierung“.
In seiner Medizinalassistentenzeit arbeitete er 1969 und 1970 in der Chirurgischen Universitätsklinik Tübingen sowie in der Medizinischen Universitätspoliklinik und im Hygiene Institut der Universität Tübingen. Am 31. Oktober 1970 erfolgte die Approbation. Ab 1971 arbeitete Thiel als wissenschaftlicher Assistent im Institut für Hämatologie und Immunologie der Gesellschaft für Strahlenforschung und Umweltschutz (GSF) in München unter Stefan Thierfelder wie auch zugleich als Assistenzarzt der I. Medizinischen Klinik der Universität München bei Herbert Schwiegk.
Im Institut der GSF entwickelte er einen Forschungsschwerpunkt immunzytologischer und molekulargenetischer Methoden zur Diagnostik hämato-onkologischer Erkrankungen, insbesondere Leukämien. Sein Laborbereich wurde zum zentralen Referenzlabor pädiatrischer und Erwachsenen-Therapiestudien, z. B. der bundesweiten Klinischen ALL-Therapiestudie (Leiter: Dieter Hoelzer), an welcher 120 Kliniken der Bundesrepublik Deutschland angeschlossen waren.
Im November 1977 erhielt er die fachärztliche Anerkennung als Internist. Es folgte eine hämatologisch-onkologische Weiterbildung als Stationsarzt der Medizinischen Klinik III des Klinikums Großhadern unter Wolfgang Wilmanns. Im Januar 1979 habilitierte er im Teilgebiet Innere Medizin. Im Juli 1981 erwarb er die Teilgebietsbezeichnungen Hämatologie und Klinische Transfusionsmedizin.
Von 1981 bis 1988 war Thiel Oberarzt und Leiter der Sektion Hämatologie/Onkologie der Medizinischen Klinik Innenstadt der Universität München unter Ernst Buchborn. Dort wurde er im Februar 1985 zum außerplanmäßigen Professor ernannt.
Ab März 1988 bekleidete er einen C4-Lehrstuhl für Innere Medizin mit Schwerpunkt Hämatologie und Onkologie in Berlin und war Direktor der Medizinischen Klinik III für Hämatologie, Onkologie und Transfusionsmedizin im Universitätsklinikum Steglitz, sodann im Universitätsklinikum Benjamin Franklin und ab 1998 der Charité–Universitätsmedizin bis zu seiner Emeritierung im Oktober 2011.
Die Regisseurin Mira Thiel ist seine Tochter, aus der Ehe mit der bulgarischen Ärztin Antonia Thiel.

## Wissenschaftliche Tätigkeit
Zu Thiels klinisch-wissenschaftlichen Schwerpunkten gehörte neben der Immundiagnostik und molekulargenetischen Analyse von Leukämien und Lymphomen mit bundesweitem Referenzlabor und Zellbank die Etablierung einer Einheit für Knochenmark-Stammzelltransplantation an seiner Klinik zur erweiterten Therapie von Leukämien, malignen Lymphomen, Plasmozytomen und anderen Tumorerkrankungen. Neben Antikörpertherapien und Tumorvakzinierungen – letzteres in Zusammenarbeit mit der Universitätsmedizin Osaka – wurde die Therapie maligner Lymphome etwa durch eine bundesweite Studie bei ZNS-Lymphomen vorangebracht, welche Thiel mit Michael Weller leitete. In den 1990er Jahren etablierte er in seiner Klinik die Psychoonkologie und Sportmedizin bei Tumorkranken. In der Infektiologie wurden insbesondere bei Organmykosen immunsupprimierter Patienten Fortschritte erzielt wie auch bei HIV.
So gelang erstmals die Heilung eines HIV-Patienten mit Leukämie durch Transplantation genetisch HIV-resistenter Stammzellen. Die Geschichte dieses Patienten, Timothy Ray Brown, wurde als „Der Berliner Patient / Guérir du VIH – Un nouvel espoir“ von seiner Tochter Mira Thiel und Benjamin Cantu 2012 für Arte verfilmt.

## Auszeichnungen
- 1979: Vincenz-Czerny-Preis der Deutschen Gesellschaft für Hämatologie und Onkologie
- 1981: Albert-Knoll-Preis der Saarländisch-Pfälzischen Internistengesellschaft
- 1989: Träger des Deutschen Krebspreises, Klinischer Teil, zusammen mit Dieter Hoelzer
- 1994: Kavalierskreuz des Verdienstordens der Republik Polen durch Staatspräsident Lech Wałęsa
- 2005: Ehrendoktor und Honorarprofessor der Nationalen Universität von Almaty, Kasachstan
- 2011: Ernst-von-Leyden Medaille der Gesellschaft für Innere Medizin, Berlin
- 2012: Ernennung zum Clinical development Advisor des California Institute ForRegenerative Medicine (CIRM)
- 2014: Gast-Professur an der Graduate School of Medicine, Universität Osaka

## Schriften
- Pathologische Spontanaktivität im Wachen und Schlafen. Dissertation, Universität Tübingen, 1969
- Immunautoradiographie zur Diagnose von Leukämien. Habilitationsschrift, Universität München, 1979
- Mit Stefan Thierfelder, Hans Rodt: Immunological Diagnosis of Leukemias and Lymphomas, Springer-Verlag, Berlin, Heidelberg, New York, Haematology and Blood Transfusion Vol. 20, 1977
- Mit Stefan Thierfelder: Leukemia, Recent Developments in Diagnosis and Therapy, Springer Verlag, Berlin, Heidelberg, New York, Tokyo, Recent Results in Cancer Research Vol. 93, 1984
- Mit Wolf-Dieter Ludwig: Recent Advances in Cell Biology of Acute Leukemia. Springer-Verlag, Berlin, Heidelberg, New York, London, Paris, Tokyo, Barcelona, Budapest, Recent Results in Cancer Research Vol. 131,1993
- Personalized treatment of cancer: utopia or chance? Deutsche Medizinische Wochenschrift, 135, 1851, 2010